# Stan & Ollie
Stan & Ollie is een biografische film uit 2018 over het leven van het beroemde komische duo Laurel en Hardy. De film is geregisseerd door Jon S. Baird en geschreven door Jeff Pope. De hoofdrollen worden vertolkt door Steve Coogan en John C. Reilly als Stan Laurel en Oliver Hardy.
De film ging in première op 21 oktober 2018 op het Filmfestival van Londen.

## Rolverdeling
| Acteur            | Personage          |
| ----------------- | ------------------ |
| Steve Coogan      | Stan Laurel        |
| John C. Reilly    | Oliver Hardy       |
| Shirley Henderson | Lucille Hardy      |
| Danny Huston      | Hal Roach          |
| Nina Arianda      | Ida Kitaeva Laurel |
| Rufus Jones       | Bernard Delfont    |
| Susy Kane         | Cynthia Clark      |